# Drehpuzzle

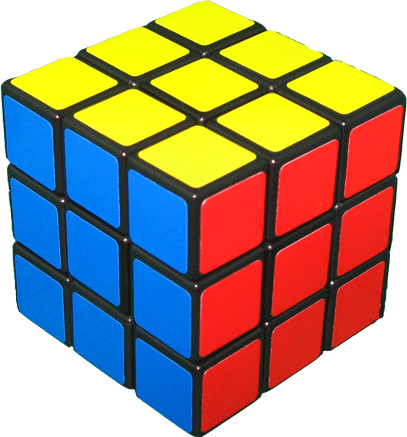
Zauberwürfel im gelösten Zustand

Ein Drehpuzzle oder auch Drehspiel ist ein dreidimensionales, mechanisches Geduldspiel, welches aus mehreren Teilen besteht und durch Drehen einzelner Seiten manipuliert werden kann. Das Ziel ist, durch Drehungen von einem Zustand, in dem das Spiel verdreht ist, einen Zustand zu erreichen, der als gelöst akzeptiert wird. Das wohl populärste Drehpuzzle ist der Rubik’s Cube („Zauberwürfel“).
Drehpuzzles sind keine Legespiele, die ebenfalls als Puzzles bezeichnet werden. Die Bezeichnung puzzle kommt aus dem Englischen, wo alle Geduldsspiele in dieser Weise bezeichnet werden.

## Funktionsweise

Ungelöster Zauberwürfel mit teilweise gedrehter Seite

Jede Seite eines Drehpuzzles besteht aus mehreren Teilen, die Steine oder englisch cubies genannt werden. Durch Drehen einer Seite werden Steine vertauscht, sodass das Puzzle verändert wird.
Die meisten Drehpuzzles bestehen aus schwarzen oder weißen Steinen, auf die Farbflächen geklebt sind, oder die Steine bestehen selbst aus farbigen Teilen (stickerless). Bei den meisten würfelförmigen Puzzles ist die Farbgebung folgendermaßen:
- Weiß gegenüber von Gelb;
- Grün gegenüber von Blau;
- Rot gegenüber von Orange.
- Wenn man das Puzzle so hält, dass die weiße Seite oben und die grüne Seite vorne ist, ist Rot rechts (und Orange links).
- Manche Drehpuzzles, bei denen die Steine weiß sind, haben statt der weißen Fläche eine schwarze.

Es gibt auch Drehpuzzles, die mit Bildern bedruckt sind. Diese sind oft etwas schwieriger zu lösen, da bei Steinen, welche nur eine sichtbare Seite haben, die korrekte Ausrichtung beachtet werden muss. Bei einem einfarbigen Mittelstein, z. B. bei einem Rubik’s Cube, ist es irrelevant, wie der Stein gedreht ist.
Ebenfalls existieren Drehpuzzles, die einfarbig sind. Solche Puzzles verändern durch Drehungen ihre Form (wohingegen ein Rubik’s Cube immer ein Würfel bleibt). Diese Eigenschaft wird shape shifting genannt.
Ziel ist es, das Puzzle aus einem verdrehten Zustand (scrambled) in einen gelösten Zustand (solved) zu bringen. Viele Drehpuzzles können auch auseinandergenommen und anschließend wieder zusammengebaut werden. Wenn man die Puzzles aber falsch zusammenbaut, kann es sein, dass das Puzzle gar nicht mehr lösbar ist. Bei einem Rubik’s Cube kann z. B. nie ein einzelner Eckstein gedreht werden. Bei Puzzles mit Aufklebern von schlechter Qualität können auch die Aufkleber abgezogen und wieder aufgeklebt werden. Wenn die Aufkleber falsch aufgeklebt werden, kann das Puzzle meistens auch nicht mehr gelöst werden. Bei einem Rubik’s Cube ist z. B. die weiße Seite gegenüber von der gelben. Es darf also keinen Kanten- oder Eckstein geben, der einen weißen und einen gelben Aufkleber besitzt.

## Speedcubing
Speedcubing bedeutet, ein Drehpuzzle so schnell wie möglich zu lösen. Offizielle Wettkämpfe für manche Drehpuzzles werden von der World Cube Association (WCA) ausgetragen; es gibt aber auch inoffizielle Wettkämpfe.
Meistens kommt es Speedcubern beim Lösen darauf an, eines der folgenden Ziele zu erreichen:
- Lösen des Drehpuzzles
- Lösen des Drehpuzzles mit einer Hand
- Lösen des Drehpuzzles mit den Füßen
- Lösen des Drehpuzzles blind (das Drehpuzzle darf vorher angeschaut werden, der Lösungsprozess muss aber blind geschehen)
- Lösen des Drehpuzzles blind ohne vorheriges Anschauen (für Drehpuzzles, die ihre Form verändern können (shape shifting); dies ist keine WCA-Disziplin[5])
- Lösen möglichst vieler Drehpuzzles blind
- Lösen mit möglichst wenigen Zügen

## Übersicht

### N×N×N-Drehpuzzles

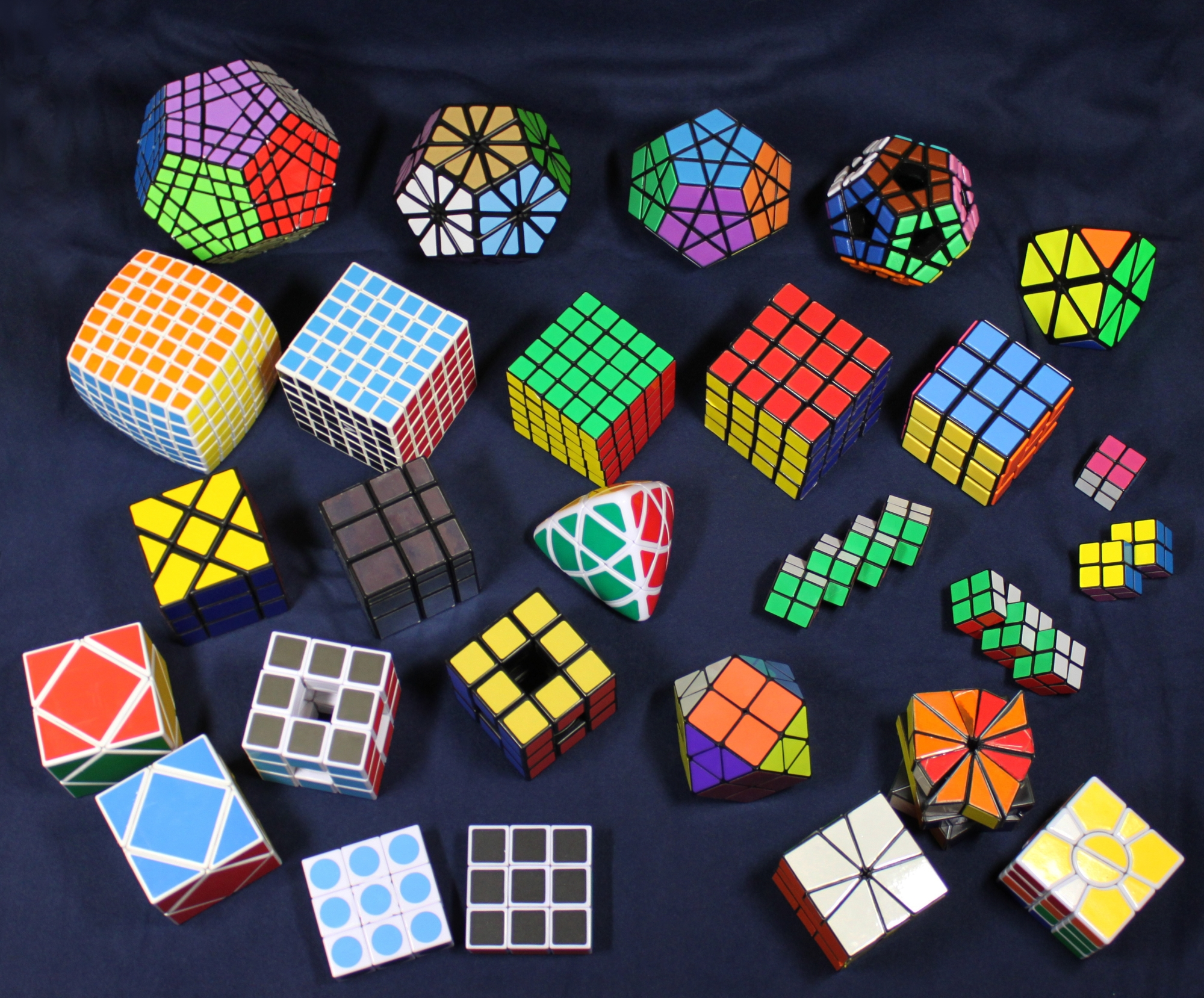
Verschiedene Drehpuzzles

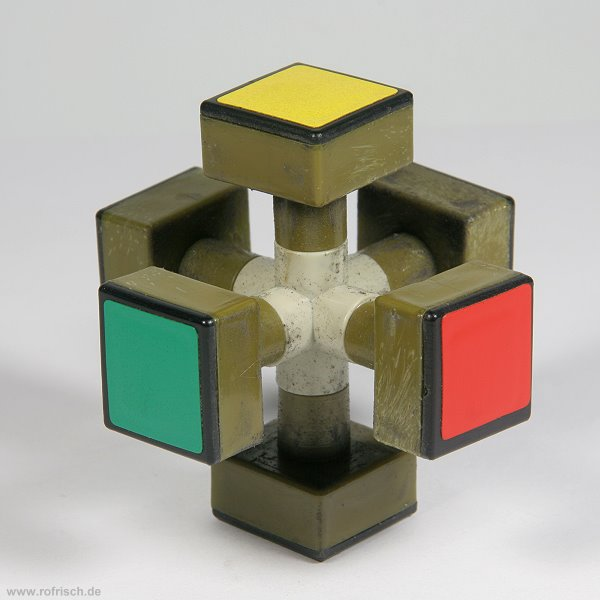
Das Achsenkreuz mit sechs Mittelsteinen eines Rubik’s Cubes. Die Positionen der Mittelsteine können nicht verändert werden.

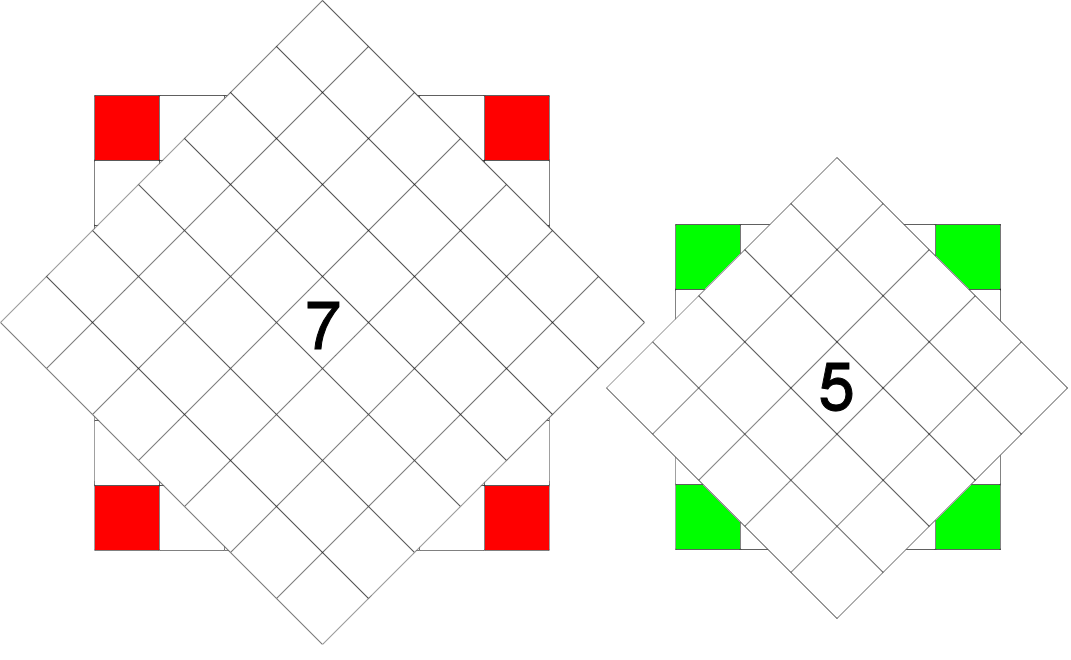
Bei einem 7×7×7-Cube ohne Anpassungen würden bei einer Drehung Kanten- und Ecksteine (rot) herausfallen.

Allen N×N×N-Drehpuzzles ist gemein, dass sie würfelförmig sind und aus scheinbar würfelförmigen Cubies bestehen. Die Ausnahme bildet der 7×7×7, der aufgrund seiner Größe gewölbte Flächen oder größere Kanten- und Ecksteine besitzen muss. Im Handel sind noch größere N×N×N-Drehpuzzles erhältlich, auf die hier aber nicht näher eingegangen wird.
Drehpuzzles mit einer ungeraden Kantenlänge besitzen auf jeder Seite einen Mittelstein, dessen Position nicht verändert werden kann. Dadurch steht fest, welche Farbe auf welche Seite kommt. Bei Puzzles mit gerader Kantenlänge kann jede Farbe auf jede Seite, allerdings muss die Anordnung der Farben relativ zueinander stimmen.
Die Drehpuzzles Rubik’s Cube, 2×2×2, 4×4×4, 5×5×5, 6×6×6 und 7×7×7 sind Disziplinen bei Wettkämpfen der World Cube Association. Für die Puzzles Rubik’s Cube, 4×4×4, 5×5×5 werden außerdem Wettkämpfe im Blindlösen (Blindfolded) veranstaltet. Der Rubik’s Cube ist das einzige Drehpuzzle, für das Wettkämpfe im Lösen mit möglichst wenigen Zügen (Fewest moves), im einhändigen Lösen (One-handed), im Blindlösen so vieler Puzzles wie möglich (Multiple Blindfolded) und im Lösen mit den Füßen (With feet) veranstaltet werden.
| Bild | Name                                  | Ebenen | Besonderheiten |
| Diese kleinere Variante des Zauberwürfels besteht nur aus 2 mal 2 mal 2 Würfeln. Durch eine Drehung vertauschen 2 mal 2 mal 1 Steine (also die Hälfte des Würfels) ihre Plätze. Da er keine Mittelsteine hat, kann immer ein beliebiger Stein als richtig gelten, zu dem dann die Sieben anderen Steine passend ausgerichtet werden. | Pocket Cube / Mini Cube               | 2      | Der Pocket-Cube besteht nur aus 8 Ecksteinen. Trotzdem ist das Lösen für Laien nicht einfach. Jede Stellung ist in höchstens 11 Zügen lösbar.                                                                                    |
| Ein Zauberwürfel im gelösten Zustand. Er sieht aus, als ob er aus 3 mal 3 mal 3 kleineren Würfeln besteht. Durch Drehung einer 3 mal 3 mal 1-Ebene vertauschen 8 Würfel ihre Plätze. Der Stein in der Mitte dreht sich nur. Deshalb sind alle Steine in der Mitte einer Seite immer an der richtigen Stelle                          | Rubik’s Cube / Zauberwürfel           | 3      | Dies ist der klassische Zauberwürfel. Jede Stellung ist in höchstens 20 Zügen (Gottes Zahl) lösbar. |
| 4×4×4-Cube | Rubik’s Revenge / Rubik’s Master Cube | 4      | Anders als der Rubik’s Cube besitzt der 4×4×4-Cube keine eindeutigen Mittelsteine. Beim Lösen muss trotzdem beachtet werden, welche Farben gegenüberliegen. Ein 4×4×4-Cube kann außerdem einen 2×2×2- und 3×3×3-Cube simulieren. |
| 5×5×5-Cube | Professor’s Cube                      | 5      | Der 5×5×5 besitzt wieder Mittelsteine, die anzeigen, welcher Seite welche Farbe zugeordnet ist. |
| 6×6×6-Cube | 6×6×6-Cube / V-Cube 6                 | 6      | |
| 7×7×7-Cube | 7×7×7-Cube / V-Cube 7                 | 7      | Der 7×7×7 hat entweder nach außen gewölbte Flächen oder vergrößerte Kanten- und Ecksteine, damit er bei einer Drehung nicht auseinanderfällt.                                                                                    |

Zurzeit (2024) werden mit 3D-Druck Würfel mit bis zu 49 Ebenen hergestellt.

### Dodekaederförmige Puzzles
Neben würfelförmigen Puzzles existieren auch dodekaederförmige Puzzles. Das erste und bekannteste Drehpuzzle dieser Art ist der Megaminx. Der Megaminx ist das einzige dodekaederförmige Drehpuzzle, das eine Disziplin bei Wettkämpfen der WCA ist.
| Bild     | Name                           | Ebenen | Besonderheiten |
| Megaminx | Megaminx / Hungarian Supernova | 3      | Auf dem Bild ist ein Megaminx zu sehen; die Hungarian Supernova hat etwas schmalere Kantensteine. Megaminx ist eine WCA-Disziplin. |
| Gigaminx | Gigaminx                       | 5      | Der Gigaminx ist größer und damit schwerer zu lösen als der Megaminx.                                                              |
| Teraminx | Teraminx                       | 7      | |
|          | Kilominx                       | 2      | Der Kilominx besitzt keine Kantensteine.                                                                                           |

### Weitere Drehpuzzles

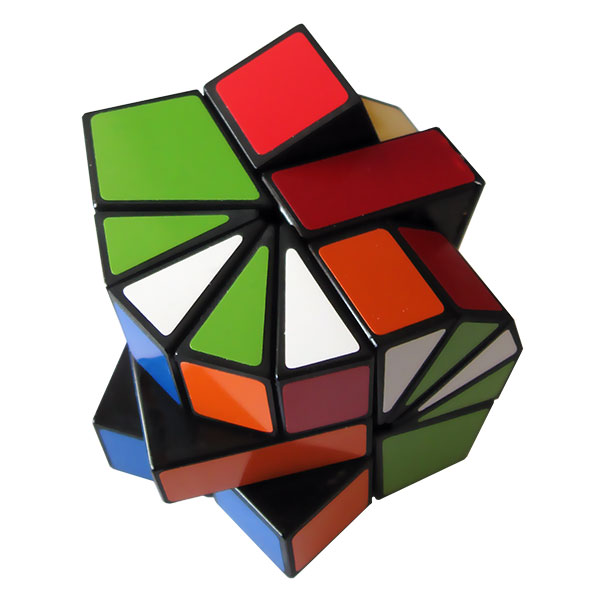
Ein verdrehter Square-1

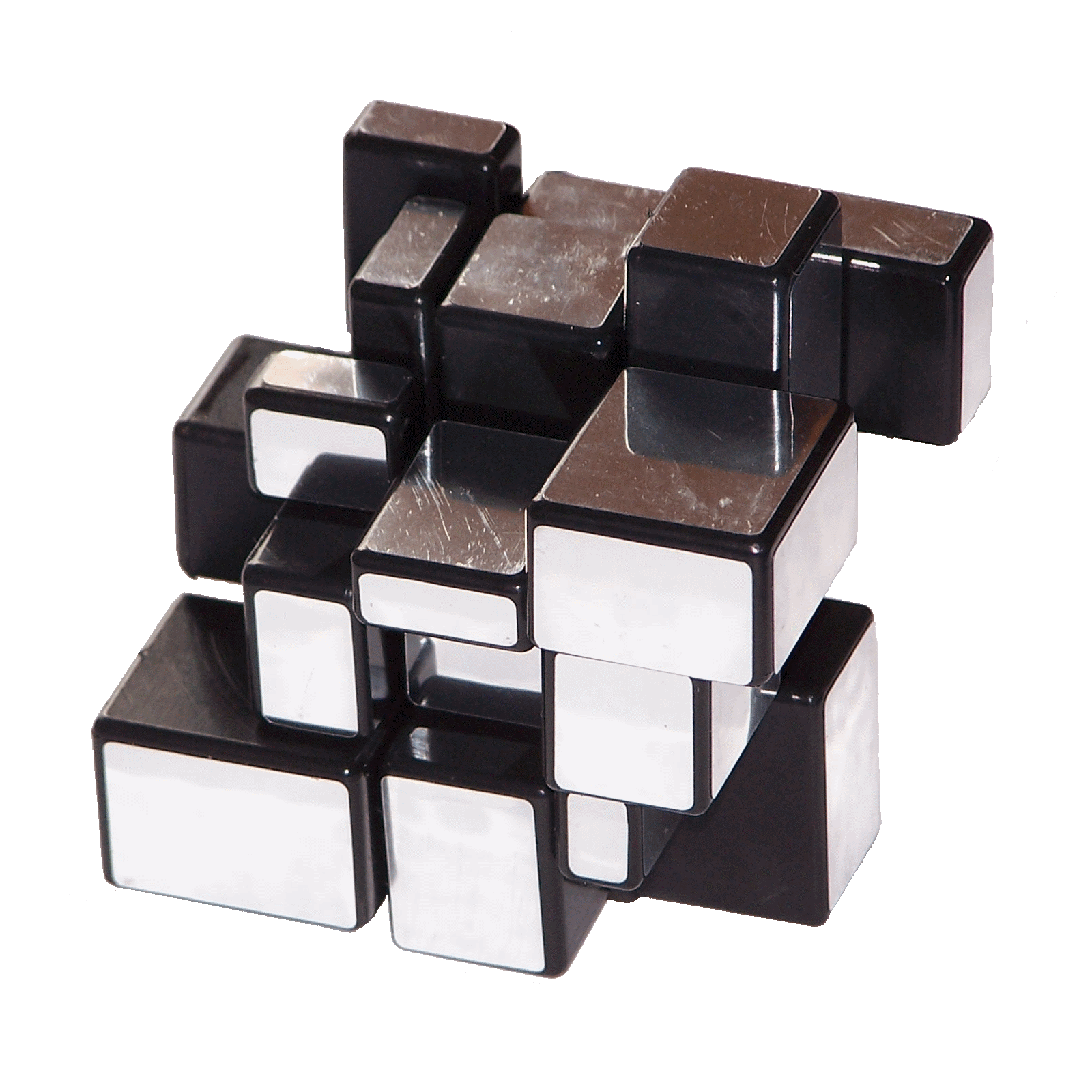
Ein verdrehter Mirror Blocks hat eine andere Form als ein gelöster. Diese Eigenschaft wird shape shifting genannt.

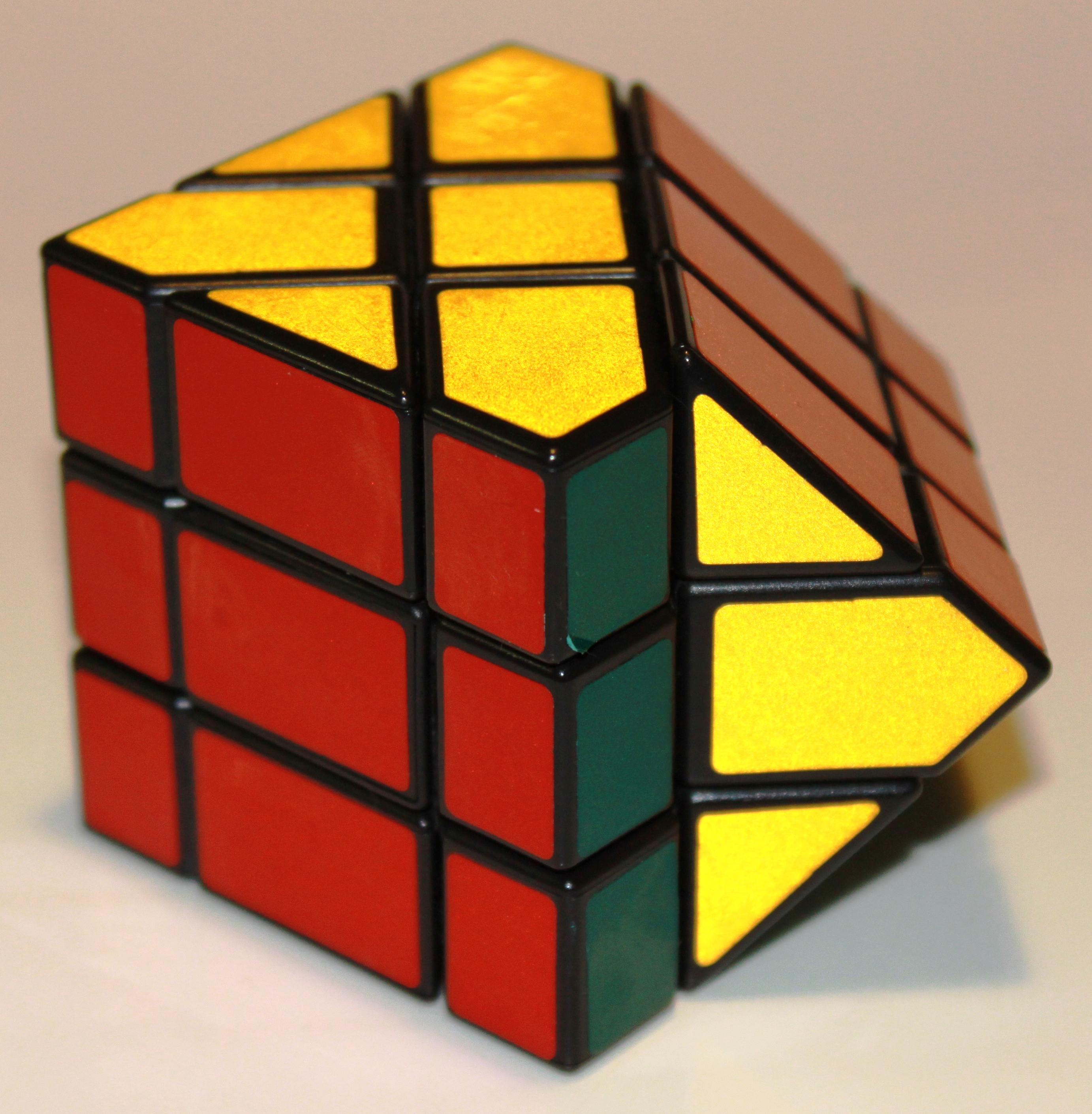
Auch der Fisher Cube ist shape shifting. Hier ein Fisher Cube nach einer Drehung.

Es gibt viele weitere Drehpuzzles. Die bekanntesten sind hier aufgelistet. Die Puzzles Pyraminx, Square-1 und Skewb sind WCA-Disziplinen. Puzzles, die mit shape shifting markiert sind, können nach Drehungen eine andere Form haben. Der Rubik’s Cube ist kein Shape-shifting-Puzzle, da er auch nach vielen Drehungen immer die Würfelform beibehält.
| Bild                   | Name                                    | Daten                                             | Besonderheiten |
| Pyraminx               | Pyraminx                                | Form: Tetraeder                                   | Es können die vier Ecken einzeln gedreht werden oder (wie im Bild zu sehen ist) auch noch die darunterliegende Ebene. |
| Master Pyraminx        | Master Pyraminx                         | Form: Tetraeder                                   | Größere Variante von Pyraminx mit je einer Ebene mehr. |
| Tetraminx              | Tetraminx                               | Form: Tetraederstumpf                             | Variante von Pyraminx, die keine Ecksteine besitzt. |
| Bandaged Pyraminx      | Bandaged Pyraminx                       | Form: Tetraeder                                   | Bei Bandaged Pyraminx sind einige Einzelsteine des Pyraminx miteinander verbunden. Es existieren mehrere Arten von Bandaged Pyraminx. |
| Jing Pyraminx          | Jing Pyraminx                           | Form: gewölbter Tetraeder                         | |
| Pyraminx Duo           | Pyraminx Duo                            | Form: Tetraeder                                   | |
| Pyraminx Crystal       | Pyraminx Crystal                        | Form: Dodekaeder                                  | Basierend auf dem Pyraminx mit optischer Ähnlichkeit zum Megaminx, jedoch durch die andere Mechanik anderem Verhalten. |
| Square-1               | Square-1 / Back to Square One / Cube 21 | Grundform: Würfel shape shifting                  | |
| Super Square-1         | Super Square-1                          | Grundform: Würfel shape shifting                  | |
| Skewb                  | Skewb                                   | Grundform: Würfel                                 | Beim Skewb sind 120°-Drehungen von Ecken möglich, wodurch sich auch die drei Quadrate, die an die gedrehte Ecke grenzen, und die drei Ecken, welche zwischen den Quadraten liegen, mitdrehen. Mit einem Zug wird also immer die Hälfte des Puzzles gedreht.                                                                                         |
| Skewb Diamond          | Skewb Diamond                           | Grundform: Oktaeder                               | Oktaederförmige Variante von Skewb. |
| Skewb Ultimate         | Skewb Ultimate                          | Grundform: Dodekaeder                             | Dodekaederförmige Variante von Skewb. |
| Skewb mini             | Skewb Ultimate mini                     | Grundform: Dodekaeder                             | Vereinfachte Version des Skewb Ultimate. |
| Skewb Kite             | Skewb Kite                              | Grundform: Dodekaeder mit rhombusförmigen Flächen | Variante von Skewb Ultimate mit rhombusförmigen Flächen. |
| Master Skewb           | Master Skewb                            | Grundform: Würfel                                 | Variante von Skewb. |
| Bandaged cube          | Bandaged Cube                           | Grundform: Würfel                                 | Bei Bandaged Cubes sind einige Einzelsteine des Würfels miteinander verbunden. Es existieren mehrere Arten von Bandaged Cubes. |
| Rubik’s Tower          | Rubik’s Tower                           | Grundform: Quader Mechanik: 2×2×4                 | |
| Slim Tower             | Slim Tower                              | Grundform: Quader Mechanik: 2×2×3                 | |
| 2×2×1-Cube             | 2×2×1-Cube                              | Grundform: Quader Mechanik: 2×2×1                 | |
| Floppy Cube            | Floppy Cube                             | Grundform: Quader shape shifting Mechanik: 3×3×1  | Bei 90°-Drehungen verliert der Floppy Cube seine flache Form. Dadurch können die Positionen der vier Ecksteine verändert werden, die der vier Kantensteine jedoch nicht. |
| 3×3×2-Cube             | 3×3×2-Cube                              | Grundform: Quader Mechanik: 3×3×2                 | |
| 3×3×4-Cube             | 3×3×4-Cube                              | Grundform: Quader Mechanik: 3×3×4                 | |
| 3×3×5-Cube             | 3×3×5-Cube                              | Grundform: Quader Mechanik: 3×3×5                 | |
| Dino Cube              | Dino Cube                               | Grundform: Würfel                                 | |
| Helicopter Cube        | Helicopter Cube                         | Grundform: Würfel                                 | |
| Curvy Copter           | Curvy Copter                            | Grundform: Würfel                                 | |
| Lan Lan Rex Cube       | Lan Lan Rex Cube / Flower Box           | Grundform: Würfel                                 | |
| Ivy Cube               | Ivy Cube                                | Grundform: Würfel                                 | |
| Mirror Blocks          | Mirror Blocks / Mirror Cube / Bump Cube | Grundform: Würfel shape shifting Mechanik: 3×3×3  | Der Mirror Blocks besitzt dieselbe Mechanik wie ein Rubik’s Cube, allerdings sind die Ebenen nicht farbig, sondern haben stattdessen unterschiedliche Größen. Ein verdrehter Mirror Blocks kann daher blind und ohne vorheriges Anschauen gelöst werden. Mirror Blocks gibt es auch in anderen Größen, z. B. 2×2×2 oder 4×4×4.                      |
| Fisher Cube            | Fisher Cube                             | Grundform: Würfel shape shifting Mechanik: 3×3×3  | Der Fisher Cube besitzt dieselbe Mechanik wie ein Rubik’s Cube, hat allerdings eine um 45° gedrehte Würfelform, sodass beim Drehen die Würfelform verloren geht. Außerdem muss auf die richtige Drehung der Mittelsteine geachtet werden. |
| Windmill Cube          | Windmill Cube                           | Grundform: Würfel shape shifting Mechanik: 3×3×3  | Der Windmill Cube besitzt dieselbe Mechanik wie ein Rubik’s Cube, hat allerdings eine um 30° gedrehte Würfelform, sodass beim Drehen die Würfelform verloren geht. |
| Mixup Cube             | Mixup Cube                              | Grundform: Würfel shape shifting Mechanik: 3×3×3  | Der Mixup Cube sieht aus wie ein Rubik’s Cube, dessen mittlere Ebenen breiter sind als die äußeren Ebenen. Dadurch kann der Würfel andere Formen annehmen. |
|                        | Ghost Cube                              | Grundform: Würfel shape shifting                  | Der Ghost Cube besitzt keinen symmetrischen Aufbau, aber die Mechanik eines 3×3×3 Rubik's Cubes. Der gelöste Zustand entspricht einem teil-verdrehten 3×3×3-Würfel, bei dem die Oberflächen des Würfels nicht parallel zur Drehmechanik sind. Das Puzzle wird nicht nach Farbe, sondern nach Form gelöst.                                           |
| Rubik’s Triamid        | Rubik’s Triamid                         | Form: Tetraeder                                   | |
| Pyramorphix            | Pyramorphix                             | Grundform: Tetraeder shape shifting               | |
| Mastermorphix          | Mastermorphix                           | Grundform: gewölbter Tetraeder shape shifting     | |
| Halpern-Meier Pyramide | Halpern-Meier Pyramide                  | Grundform: Tetraeder                              | |
| Trajber-Oktaeder       | Trajber-Oktaeder                        | Grundform: Oktaeder (Viereck-Doppelpyramide)      | Der Trajber-Oktaeder besteht aus zwei Pyramiden, die sich ihre quadratischen Grundflächen teilen. Von der Double Pyramid unterscheidet er sich durch eine andere Aufteilung der Seitenflächen und eine andere Mechanik. |
| Double Pyramid         | Double Pyramid                          | Grundform: Oktaeder (Viereck-Doppelpyramide)      | Die Double Pyramid besteht aus zwei Pyramiden, die sich ihre quadratischen Grundflächen teilen. Vom Trajber-Oktaeder unterscheidet sie sich durch eine andere Aufteilung der Seitenflächen und eine andere Mechanik. |
| Diamond Cube           | Diamond Cube                            | Grundform: Rhombendodekaeder                      | Die 12 Seitenflächen haben eine Rhomben-Form. |
| Rainbow Cube           | Rainbow Cube                            | Form: Kuboktaeder                                 | Der Rainbow Cube gehört zur Minderheit der Drehpuzzles, die unterschiedlich geformte Flächen haben: Er besteht aus sechs Quadraten und acht regelmäßigen Dreiecken. Mit seinen somit insgesamt 14 Seitenflächen gehört er zu den Drehpuzzles mit den meisten Flächen. Die daraus resultierenden 14 Farben haben ihm den Namen Rainbow Cube gegeben. |
| Void Cube              | Void Cube                               | Form: würfelähnlich Mechanik: 3×3×3               | Der Void Cube unterscheidet sich von dem normalen Rubik’s Cube nur dadurch, dass er anstelle der Mittelsteine Löcher besitzt, durch die man hindurchschauen kann. |
| Maze Cube              | Maze Cube                               | Form: Würfel                                      | Der Maze Cube unterscheidet sich von dem normalen Rubik’s Cube nur dadurch, dass er nicht nach Farben sortiert wird, sondern dass auf der Oberfläche eine durchgängige Linie gebildet werden muss. |
| Fused Cubes            | Fused Cubes                             | Form: verbundene Würfel                           | Fused Cubes sind miteinander verbundene Würfel, die einige gemeinsame Steine teilen. Es gibt Exemplare mit verschiedenen Anzahlen verbundener Würfel und verschieden großen verbundenen Würfeln. |
| Alexander's Star       | Alexander’s Star                        | Form: Großes Dodekaeder                           | |
| 4D8-Cube               | 4D8-Cube                                |                                                   | |
| Impossiball            | Impossiball                             | Form: Ikosaeder                                   | |
| Dogic mit 12 Farben    | Dogic                                   | Form: Ikosaeder                                   | Den Dogic gibt es in verschiedenen Varianten mit zwei, fünf, zehn, zwölf oder zwanzig Farben. |
| Icosaminx              | Icosaminx                               | Form: Ikosaeder                                   | |

## Andere mechanische Puzzles
Es gibt drei weitere mechanische Geduldspiele, die keine Drehpuzzles sind, aber Disziplinen der WCA sind oder waren. Rubik’s Clock ist die einzige aktuelle WCA-Disziplin, die kein Drehpuzzle ist. Vor dem 1. Januar 2013 waren außerdem Rubik’s Magic und Rubik’s Master Magic auf der Liste der Disziplinen.
| Bild                 | Name                       | Besonderheiten |
| Rubik’s Clock        | Rubik’s Clock              | Auf jeder der beiden Seiten sind je neun Uhren im Quadrat angeordnet. Durch Drehen der vier Räder am Rand kann die Position des Zeigers der jeweiligen Eckuhren verändert werden. Die vier gelben Knöpfe können eingedrückt werden, wodurch sie auf der anderen Seite herausgedrückt werden. Je nach Position dieser Knöpfe drehen sich mit der jeweiligen Eckuhr die drei benachbarten Uhren mit bzw. auf der anderen Seite nicht mit. Ziel ist, alle Uhren auf 12 Uhr zu stellen. |
| Rubik’s Magic        | Rubik’s Magic              | Dieses Puzzle kann durch Knicken und Falten eine andere Form annehmen. |
| Rubik’s Master Magic | Rubik’s Master Magic       | Rubik’s Master Magic ist eine größere Version von Rubik’s Magic. |
| Rubik’s Snake        | Rubik’s Snake              | Rubik’s Snake besteht aus 24 hintereinander verbundenen, dreiseitig geraden Prismen, die in verschiedene Formen gebracht werden können. |
| Babylon Tower        | Zauberturm / Babylon Tower | Der Babylon Tower (in Deutschland als Zauberturm vermarktet) besteht aus mehreren Ebenen mit farbigen Kugeln, die nach Farbe und Helligkeit sortiert werden müssen. Es lassen sich sowohl horizontal die Ebenen drehen, als auch vertikal die Kugeln zwischen den Ebenen bewegen, da bei einer Farbe eine Kugel weniger ist. |